# Rodrigo Lloreda Caicedo
Rodrigo Hernán Lloreda Caicedo (Cali, 2 de septiembre de 1942 - Cali, 13 de enero de 2000) fue un político, diplomático y abogado colombiano. Fue un destacado miembro del Partido Conservador Colombiano.
Su hijo y heredero Francisco José Lloreda ha sido ministro de Educación y candidato a la Alcaldía de Cali.

## Biografía
Hijo del dirigente Álvaro "Lalo" Lloreda, dueño del diario "El País", excongresista y exalcalde de Cali.
Estudió derecho en la Pontificia Universidad Javeriana y a su regreso a Cali inició por lo alto su carrera política siendo designado Gobernador del Valle del Cauca entre 1968 y 1970.

### Carrera política

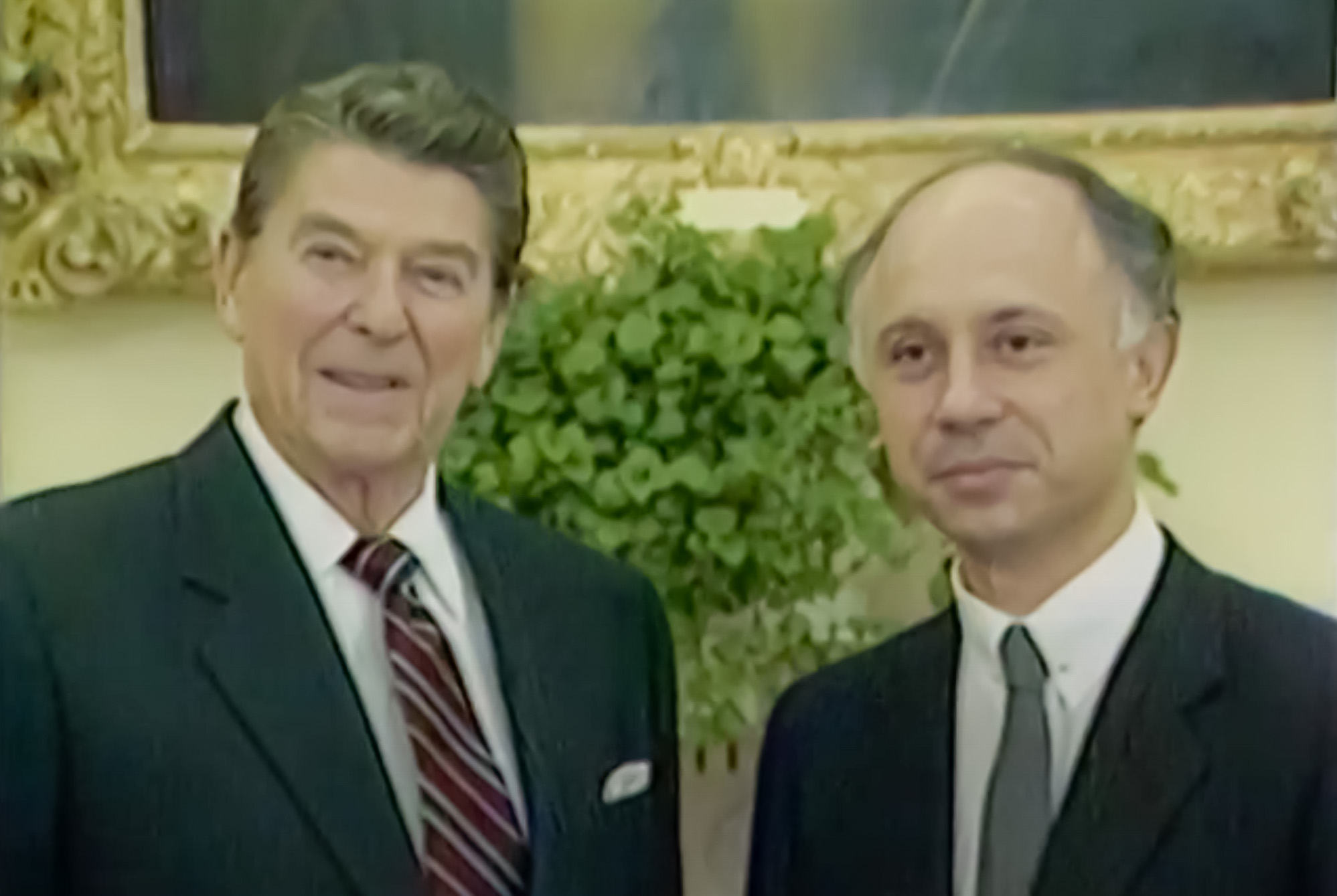
Ronald Reagan con Rodrigo Lloreda en 1985.

En 1974 relevó a su padre como Senador y mantuvo la curul durante cuatro legislaturas, hasta 1990. Fue ministro de Educación entre 1978 y 1980, y Ministro de Relaciones Exteriores entre 1982 y 1984. En este último año fue elegido Designado Presidencial y enviado como Embajador a Estados Unidos; cesaría en ambas dignidades en 1986.

### Candidatura presidencial
Elecciones presidenciales de Colombia de 1990
Para las complejas elecciones de 1990, Lloreda presentó su candidatura presidencial, apoyado por el director del Partido Conservador, Misael Pastrana. Lloreda tuvo que enfrentar el asesinato de tres de sus contrincantes (Bernardo Jaramillo Ossa de la UP, Luis Carlos Galán del Liberalismo, y Carlos Pizarro Leongómez de la ADM-19), y el intento de asesinato de otro de ellos en pleno vuelo (César Gaviria por el Liberalismo). 
También se enfrentó a la feróz oposición del disidente conservador Álvaro Gómez Hurtado, del MSN. Los resultados no le favorecieron y quedó relegado al cuarto lugar. 
Desde entonces se alejó de la política activa, refugiándose en la dirección de su diario "El País" en Cali.

### Regreso a la políticaː Ministro de Defensa (1998-1999)

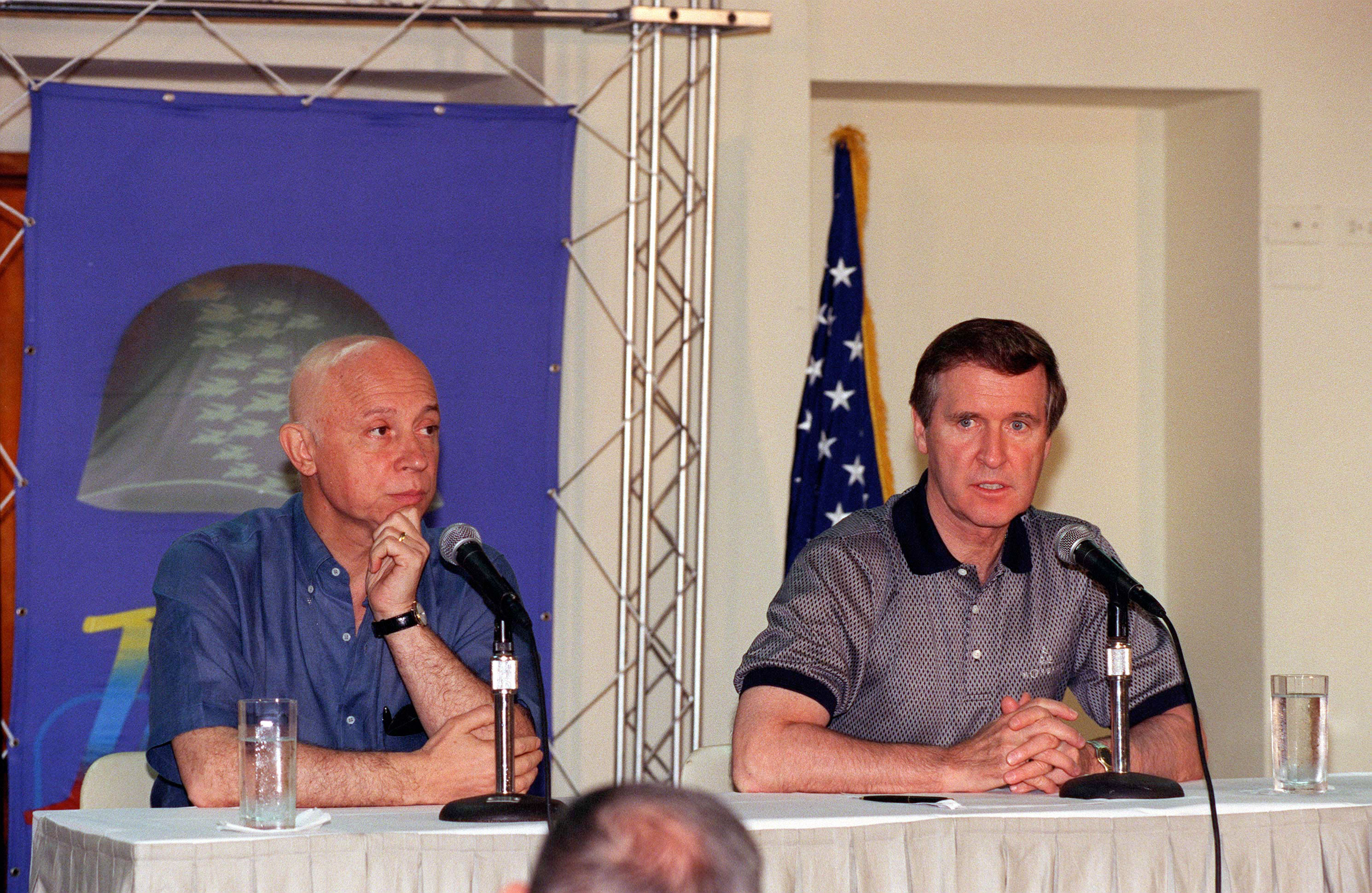
Lloreda en 1998, cuando era ministro de Defensa de Pastrana.

Tras la elección de Andrés Pastrana como Presidente en 1998, Lloreda volvió al escenario político como Ministro de Defensa Nacional, si bien en 1999 renunció luego de fuertes discusiones con el mandatario; entonces decidió su retiro definitivo de la vida pública, aún más tras conocerse su padecimiento de cáncer, que le quitó la vida menos de un año después.
Se opuso a las acciones armadas de las FARC-EP en la zona de despeje, durante los diálogos de paz y exigió al grupo armado cumplir los acuerdos del Derecho Internacional Humanitario. Sus opiniones provocaron un distanciamiento con el presidente Pastrana que se agudizó en la última semana de mayo de 1999. La polémica continuó al punto que Lloreda hizo público un memorando en el que consignaba sus opiniones sobre la forma en que se manejaba el proceso de paz. El hecho molestó al Jefe del Estado. 
Lloreda llamó al Palacio para intentar conversar personalmente con el presidente. En su lugar pasó Camilo Gómez, secretario privado, quien le dijo: “El presidente no puede hablar con usted”. “En ese momento comprendí que no tenía nada más que hacer”, contó luego Lloreda. Entonces presentó su renuncia irrevocable. Los militares se pusieron de lado de Llorera y uno a uno fueron renunciando. Once generales firmaron su salida de la institución. Este provocó una crisis entre las Fuerzas Militares y el presidente. 

### Muerte
Rodrigo Lloreda Caicedo falleció en la madrugada del jueves 13 de enero de 2000, en su residencia en Cali, a los 57 años de edad. El deceso se produjo poco antes de la una de la mañana, después de soportar un cáncer que lo aquejó los últimos meses. Lloreda había renunciado al Ministerio de Defensa en mayo de 1999 y regresado a su ciudad natal a dedicarse a su viejo oficio de periodista en el diario El País. Su muerte fue lamentada por diversos sectores políticos del país.